# Ciczie Weidby
Ciczie Anna Kerstin Cecilia Weidby, född 30 augusti 1974 i Månsarps församling i Jönköpings län, är en svensk politiker (vänsterpartist). Hon är ordinarie riksdagsledamot sedan 2018, invald för Jönköpings läns valkrets.
Ciczie Weidby växte upp i Månsarp utanför Jönköping och är dotter till s-politikern Sven-Inge Weidby. Efter gymnasiet studerade hon sociologi och genusvetenskap i Lund, men återvände till Småland och blev säljare på Ikea i Jönköping. Weidby har även varit fackligt aktiv inom Handels.
Hon blev medlem i Ung Vänster i början av 1990-talet och riksdagsledamot 2018 efter åtta år utan riksdagsrepresentation av Vänsterpartiet från Jönköpings län, som senast representerats av Alice Åström som var riksdagsledamot till 2010. I riksdagen innehar hon uppdraget som suppleant i arbetsmarknadsutskottet.
Ciczie Weidby är sambo med Kristoffer Wolke (född 1976), som kandiderade för Vänsterpartiet i kommunvalet i Jönköping 2018.